# Claire Debono
Claire Debono (Pembroke, Malta, 10 d'octubre de 1979) és una soprano maltesa.

## Carrera musical
Va estudiar amb Laura Sarti a la Guildhall School of Music and Drama i el 2005 va participar en l'edició de 2005 del Jardin des Voix de William Christie. Eric Dahan, de Libération, va comentar de la seva Despina al Festival d'Aix-en-Provence que va ser un dels tres grans èxits del festival. El New York Times, per la seva banda, lloà la seva Ilia a Idomeneo.
Claire Debono ha cantat a La Monnaie de Brussel·les, al Théâtre des Champs-Élysées, al Teatro Real de Madrid, al Châtelet de París, entre altres escenaris.

## Discografia
- Le jardin des voix amb Les Arts Florissants (Virgin Classics)
- Henry Purcell, Divine Hymns (Virgin Classics)
- Henry Purcell, The fairy queen (Opus Arte)
- Claudio Monteverdi, Il ritorno d'Ulisse in patria (Dynamic)
- Claudio Monteverdi, L'incoronazione di Poppea (EMI)
- Jean-Baptiste Lully, Armide (FRA Musica)